# Gynenomis sericealis
Gynenomis sericealis là một loài bướm đêm trong họ Crambidae.